# …Ready for It?
Singles de Taylor Swift
Look What You Made Me Do
(2017) End Game
(2017)
Clip vidéo
[vidéo] « ...Ready for It? (audio) », sur YouTube
…Ready for It? est une chanson de la chanteuse et auteur-compositrice américaine Taylor Swift extraite de son sixième album studio Reputation, sorti en 2017.
Le 24 octobre 2017 la chanson a été publiée en single. C'était le second single, après Look What You Made Me Do, tiré de cet album.
Aux Etats-Unis, la chanson …Ready for It? a atteint le numéro 4 sur le Hot 100 du magazine Billboard.

## Texte et musique
La chanson est un retour sur le sujet que l'on retrouve souvent dans les chansons de Taylor Swift : les petits amis.